# گوسفند وحشی
گوسفند وحشی یا قوچ‌ومیش (نام علمی: Ovis gmelini) گوسفند وحشی بومی منطقه خزر از شرق ترکیه، ارمنستان، آذربایجان تا ایران است. تصور می‌شود که این گونه جد تمام نژادهای گوسفند خانگی مدرن باشد.

## زیرگونه‌ها
پنج زیرگونه گوسفند وحشی (موفلون) توسط گونه‌های پستانداران جهان (MSW3) متمایز می‌شوند:
- قوچ وحشی: زیرگونه نمادین؛ بومی شمال غرب ایران، ارمنستان و آذربایجان است. این گونه به تگزاس در ایالات متحده نیز معرفی شده‌است.
- قوچ اصفهان، O. g. isphahanica (Nasonov, 1910): کوه‌های زاگرس، ایران.
- قوچ لارستان، O. g. laristanica (Nasonov, 1909): یک زیرگونه کوچک است که پراکنش آن به برخی از مناطق بیابانی نزدیک لار در جنوب ایران محدود است.
- قوچ قبرس، O.g. ophion (Blyth، 1841): همچنین به نام agrino (از یونانی Αγρινό) نامیده می‌شود. در طول قرن بیستم تقریباً رو به انقراض بود. در سال ۱۹۹۷، حدود ۱۲۰۰ فرد شمارش شد. برنامه تلویزیونی متولدشده برای کاوش با ریچارد ویزی ۳۰۰۰ فرد را در قبرس گزارش کرد.

زمانی تصور می‌شد که گوسفند وحشی اروپایی یکی از زیرگونه‌های موفلون باشد، اما اکنون به عنوان یکی از نوادگان وحشی گوسفند اهلی (Ovis aries)، به عنوان Ovis aries musimon در نظر گرفته می‌شود.

## پراکندگی و زیستگاه

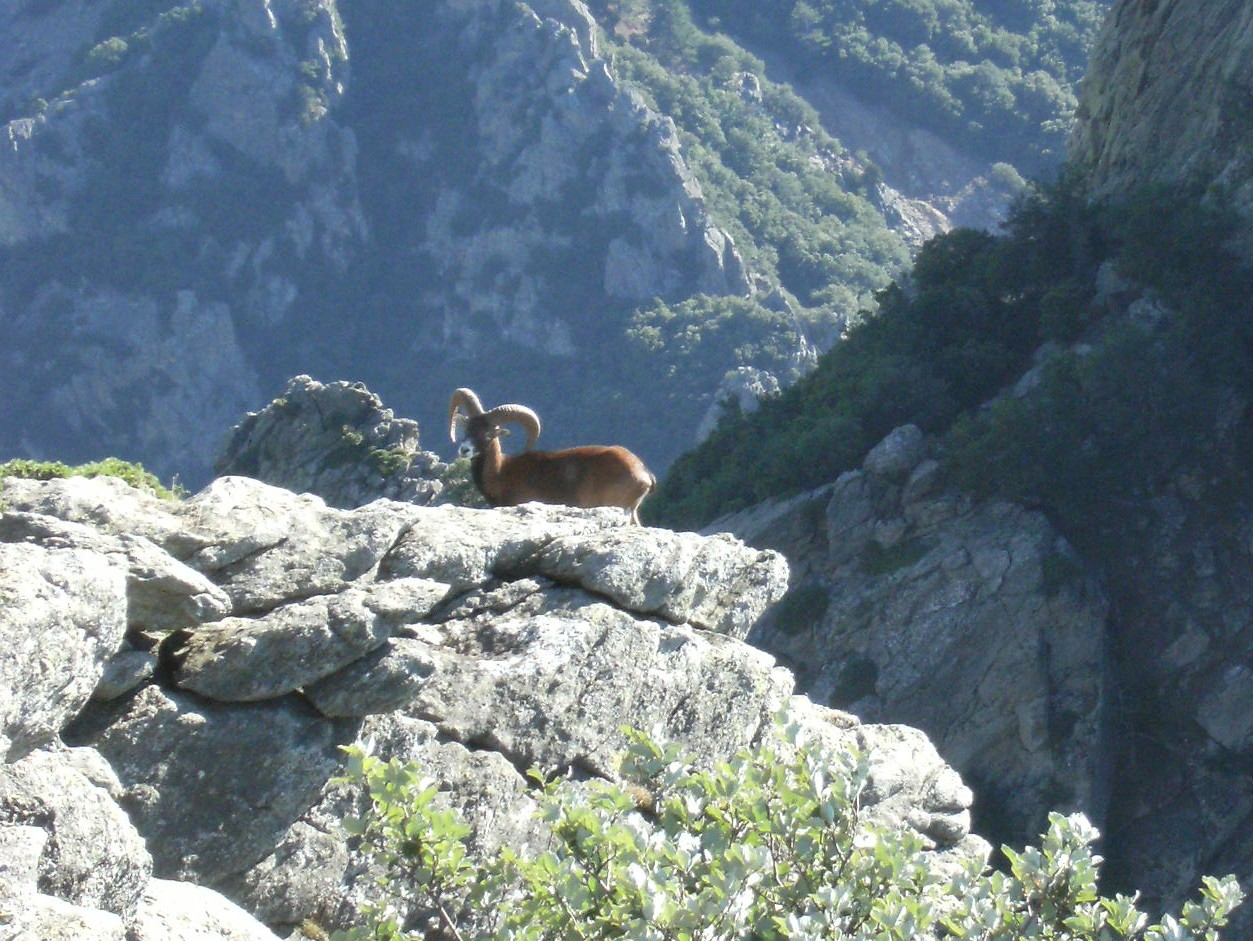
گوسفندی وحشی در میان کوهستان

قوچ‌ها در قفقاز کوچک در جنوب شرق ترکیه، ارمنستان و آذربایجان و همچنین در منطقه البرز غربی ایران و رشته‌کوه‌های زاگرس در شرق عراق و غرب ایران دیده می‌شوند. احتمالاً در دوره نوسنگی به قبرس معرفی شده‌است.